# Амуро, Намиэ
Намиэ Амуро (яп. 安室 奈美恵 Амуро Намиэ)/nɑːmiˈeɪ/) — японская певица, актриса, автор песен, продюсер, танцовщица и предприниматель работавшая в период с 1992 по 2018 годы. Ведущая фигура японской индустрии развлечений с началом 1990-х, известна как нарушительница стереотипа японского идола о J-Pop, изменившая модные тенденции и образ жизни женщин в Японии и экспериментировавшая как со стилями музыки, так и с визуальными образами в музыкальных видео и живых выступлениях. Благодаря своей долгой карьере, устойчивости, профессионализму, усилиям за кадром в музыкальной индустрии, и образу жизни, она является иконой поп-культуры в Японии и Азии. Она была названа как «Дива эпохи Хэйсэй» и «Королева японской эстрады», и была признана как имеющая влияние на карьеру как внутри страны, наравне с такими артистами, как Джанет Джексон и Мадонна в западной музыке и поп-культуре.
Родилась 20 сентября 1977 года в Нахе, Окинава. Амуро дебютировала в качестве ведущей певицы идол-группы Super Monkey's, когда ей было 14 лет. Несмотря на ранние разочарования в продажах, она рискнула попробовать себя в качестве модели и актрисы. Она подписала контракт с Avex Trax в 1995 году и дебютировала в качестве сольного исполнителя с Body Feels Exit. Ее студийный альбом Sweet 19 Blues, выпущенный в 1996 году, разошёлся тиражом более 3 миллионов экземпляров, став рекордным моментом для самого продаваемого альбома женской артистки в Японии и самого продаваемого альбома в мире (в настоящее время занимает 15 место в крупнейшем в мире альбоме, продажи альбома первой недели). Один из синглов с ее альбома Concentration 20 (1997) — Can You Celebrate? — стал самым продаваемым синглом сольной артистки в истории японской музыки. С 1999 года Амуро сотрудничала с международными музыкантами и продюсерами, начиная с Genius 2000 (2000).
В начале 2000-х годов, музыка Амуро эволюционировала от поп-музыки до R&B, и у Амуро наблюдался спад продаж. Её восьмой студийный альбом Play (2007), стал предвестником коммерческого возрождения. Она продолжала экспериментировать в музыке, двигаясь к электронной танцевальной музыке и песням на английском языке с последующими записями Uncontrolled (2012) и Feel (2013). Впоследствии она выпустила одиннадцатый студийный альбом Genic (2015) и сборник Finally (2017).
Амуро также известна в японской и западной музыкальной индустрии как продюсер и управляет своей собственной карьерой. Помимо музыки, она участвовала в различных рекламных кампаниях в Японии и основала собственную управляющую компанию Stella88 и собственный лейбл Dimension Point.
После продажи более 36 миллионов пластинок в Японии, Амуро признана одной из самых продаваемых артистов в Японии компанией Oricon, начиная с ее сольного дебюта. Все ее альбомы по крайней мере сертифицированы Платиной, а ее дебютный сольный альбом Sweet 19 Blues был самым продаваемым альбомом в Японии. Кроме того, ее последний альбом, Finally, два года подряд возглавлял чарты альбомов Oricon и Billboard Japan (первый и единственный артист в музыкальной индустрии Японии). Амуро часто отмечалась своими живыми выступлениями на церемониях вручения музыкальных наград, а также многими другими, она является лауреатом премий World Music Awards, Japan Record Awards, Japan Gold Disc Awards и MTV Video Music Awards Japan.
16 сентября 2018 года Амуро официально завершила музыкальную карьеру в шоу-бизнесе.

## Биография

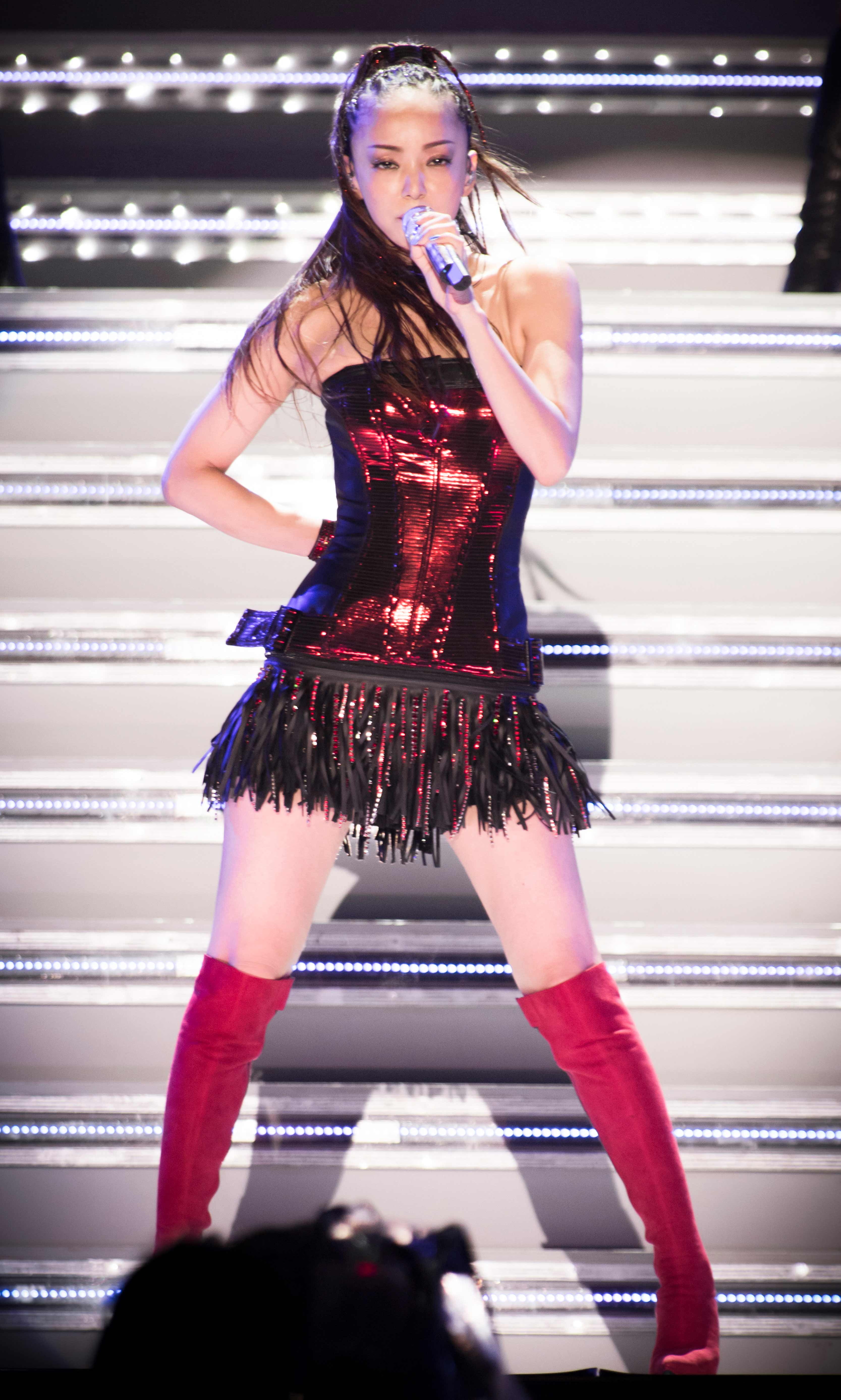

Амуро родилась средней из трёх дочерей. Её мать, Эмико Тайра (яп. 平良 恵美子 Тайра Эмико), развелась с отцом Намиэ, когда ей было 4 года, и воспитывала девочек, работая днём в детском саду и хостесс по вечерам.
Впоследствии Эмико написала в книге «Уговор — моей дочери, Намиэ Амуро», что первый муж бил её. Кроме того, в той же книге Эмико писала, что является полукровкой со стороны отца (предположительно итальянкой, что делает Намиэ на четверть итальянкой), но, по словам Намиэ, ни бабушка, ни мать до самой смерти не говорили с ней об этом.
Под влиянием Джанет Джексон Амуро решила пойти учиться танцу и пению в Окинавскую школу актёрского мастерства. Оплачивать учёбу семье было не под силу, но директор и основатель школы Масаюки Макино (яп. マキノ 正幸 Макино Масаюки) заметил девочку и сделал для неё исключение, предложив стипендию. Следующие несколько лет Амуро провела, тратя на дорогу в школу 1,5 часа в одну сторону три раза в неделю.
В 1992 году Амуро одна уехала в Токио, чтобы всерьёз заняться карьерой. Мать была против её решения, и они уговорились, что, если через три года Намиэ не станет звездой, она вернётся домой. Магическое число «3» сработало — в 1995 году 17-летняя девушка стала звездой.
С самого начала Намиэ отказывалась следовать строгим правилам японских звёзд: уже в 1996 году она шокировала общественность, не только сделав себе татуировку — штрихкод с номером 19770920, — но и продемонстрировав её на обложке своего первого фотоальбома с тем же названием. С тех пор татуировок стало четыре, но смелых шагов и помимо них было достаточно.
Награды, первые места в рейтингах, участие в престижнейшей телепередаче на центральном канале NHK «Кохаку ута гассэн» — и вдруг, в октябре 1997 года, в разгар амуромании, известие, что Намиэ беременна от танцовщика группы TRF Сэма (наст. имя Масахару Маруяма (яп. 丸山 正温 Маруяма Масахару)) и выходит за него замуж. 

19 мая 1998 у Амуро рождается сын, Харуто, а к концу года она уже выпускает следующий сингл, I Have Never Seen, который снова становится лидером чартов.
Однако в противовес профессиональным успехам 1998−1999 годы были полны смертей. Сначала 16 июня 1998 года умирает от сердечного приступа отец Сэма, Масаёси Маруяма. Затем, всего через месяц после него, 10 июля, в возрасте 74 лет умирает бабушка Намиэ, Киёко Урасаки, которая растила её вместе с матерью. И наконец, в день выхода нового сингла, 17 марта 1999 года, от руки деверя погибает мать, Эмико Тайра.
Следующие несколько лет Амуро посвятила карьере и смене имиджа, начав в 2002 году новый успешный проект Suite Chic. В июле того же года после 5 лет брака она развелась с мужем, «поделив» сына: жить мальчик должен был с отцом, а воспитанием заниматься мать.
С 2002 по 2005 год певица стабилизировала свою карьеру, получила несколько наград, стала первым японским музыкантом, проведшим концерты в Корее и Тайване и вновь шокировала японскую общественность отказом от участия в «Кохаку ута-гассэн» в 2004 году. В июле 2005 года она также полностью вернула себе права на сына.
С момента возвращения на сцену Амуро старается сосредоточиться исключительно на творчестве и держать личную жизнь в секрете.
9 января 2010 года Амуро объявила о помолвке с актёром Ацуси Тамура . Через пару месяцев сообщила о разрыве с Тамурой.

## Карьера

### 1992—1995: Super Monkey’s
Группа из пяти девочек была собрана в начале 1992 года. В неё входили Намиэ Амуро, Хисако Аракаки (яп. 新垣 寿子 Аракаки Хисако) (род. 8 августа 1977), Нанако Такуси (яп. 澤岻 奈々子 Такуси Нанако) (род. 25 марта 1976), Минако Амэку (яп. 天久 美奈子 Амэку Минако) (род. 29 декабря 1977), Анна Макино (яп. 牧野 アンナ Макино Анна) (род. 4 декабря 1971, дочь директора Масаюки Макино).
С апреля по сентябрь группа регулярно участвовала в телепередаче ТВ-бастеры Като и Кэн (яп. KATO&KENテレビバスターズ Като то Кэн тэрэби баста-дзу), а 16 сентября 1992 года выпустила свой первый сингл "Кoi nо cute beat/Mister USA" (яп. 恋のキュート·ビート／ミスターU.S.A. Кои но кю:то би:то/Мисута: USA). Сингл пользовался успехом: «Кои но» использовались в качестве закрывающей песни летнего сезона передачи «Мир вопросов — Шоу Сёбая» (яп. クイズ世界はSHOW by ショーバイ!! Куизу сэкай ва SHOW by Сёбай), а «Mister USA» — в рекламе компании Лоттэ, в которой снималась вся группа.
Всего через три месяца после выхода сингла группу покинула официальный лидер Макино, и её место заняла Рино Накасонэ (яп. 仲宗根 梨乃 Накасонэ Рино) (род. 25 июля 1977). Её первое выступление с группой должно было произойти в феврале 1993, на Снежном фестивале в Саппоро, однако из-за приступа аппендицита Рино была госпитализирована и покинула группу, так и не появившись с ней нигде, кроме сообщения о приходе.
После этого группа сменила название с Super Monkey’s на Super Monkey’s 4 и выпустила второй сингл, "Dancing Junk/Рэйнбоу мун" (яп. Dancing Junk/レインボー・ムーン Рэйнбо: му:н) (26 мая 1993), а затем и третий, "Любимый мускат/Прости мои капризы" (яп. 愛してマスカット／わがままを許して Аиситэ масукатто/Вагамама о юруситэ) (5 ноября 1993). Одновременно с этим члены группы были маскотами программы «Поп Джэм» на NHK.
В этом году Намиэ начала участвовать в детской программе «Понки кидс» (яп. ポンキッキーズ Понкикки:дзу): вместе с Ранран Судзуки (яп. 鈴木蘭々 Судзуки Ранран) она пела в костюме зайца. Вышедший из этой программы коллектив «Сёстры-зайцы» (яп. シスターラビッツ Систа: рабиццу) просуществовал до 2006 года, но Амуро покинула его ещё в 1997 году.
Также в декабре 1993 Амуро впервые снялась в дораме «Белый лист жизни» (яп. いちご白書 Итиго хакусё) и появилась на «Кохаку Ута-гассэн»: в составе Super Monkey’s 4 она танцевала за спиной Хироко Моригути (яп. 森口博子 Моригути Хироко), когда та в костюме Сэйлор Мун исполняла открывающую песню из первого сезона аниме.
Постепенно вокальный лидер Амуро всё больше выдвигалась на первый план, и вскоре группа была переименована в Намиэ Амуро и Super Monkeys (яп. 安室奈美恵 with SUPER MONKEYS Амуро Намиэ...). Четвёртый сингл, "Райский поезд/Грустный сломанный мальчик" (яп. PARADISE TRAIN／悲しきブロークン・ボーイ Paradise Train/Канасики буро:кун бо:й) вышел 20 июля 1994, а через два месяца, в сентябре, группу покинула ещё одна участница, Хисако.
Вместе с двумя новыми участницами, Рэйной Мияути (яп. 宮内 玲奈 Мияути Рэйна) (род. 6 января 1978) и Рицуко Мацудой (яп. 松田 律子 Мацуда Рицуко) (род. 26 февраля 1977) группа выпустила своей первый настоящий хит, "Попробуй ~Верь в меня~/Воспоминания" (яп. TRY ME ～私を信じて～／MEMORIES Торай ми: ~Ватаси о синдзитэ~) (25 января 1995), однако это был их последний сингл. В течение 1995 года вышло ещё 4 сингла Амуро, но Super Monkeys участвовали в них только в качестве подтанцовки.
Вышедший 26 апреля 1995 сингл "Солнечный сезон/Зажги огонь в сердце" (яп. 太陽のSEASON／ハートに火をつけて Тайо: но си:зон/Ха:то ни хи о цукэтэ) считается сольным дебютом Намиэ, хотя его, как и следующий, «Stop the music／GOOD-NIGHT» (24 июля 1995), она выпускала формально ещё как лидер группы.

### 1995—2000: produced by Tetsuya Komuro
В 1993 году вышла реклама мускатной жвачки Лоттэ, в которой снималась Амуро. Эту рекламу увидел уже тогда известный продюсер Тэцуя Комуро (яп. 小室 哲哉 Комуро Тэцуя). Комуро заинтересовался Амуро и предложил ей стать её продюсером. Тогда сотрудничества не получилось, но в 1995 всё было уже по-другому: сначала в августе на концерте «avex dance Matrix '95 TK DANCE CAMP» Амуро исполнила предварительную версию Body feels EXIT, а затем, в октябре того же года, после обсуждения с тогдашним своим продюсером Максом Мацуурой (яп. MAX松浦), перешла из Toshiba EMI в avex trax компания, являющаяся издателем таких японских поп-звёзд, как Аюми Хамасаки, BoA, Do As Infinity, Every Little Thing.
Последним спродюсированным Мацуурой для Амуро диском стал альбом-компиляция песен Super Monkey’s Dance Tracks Vol.1, выпущенный 16 октября 1995 года. Это первый альбом-миллионник Амуро (общая сумма продаж — 1 865 450 экземпляров) и единственный её альбом под маркой Toshiba EMI. После этого Мацуура занялся бывшими Super Monkey’s’ами, теперь группой MAX, в том же Авексе, а продюсером Амуро стал Комуро.
Всего через несколько дней после выхода альбома, 25 октября 1995 года, avex выпустил первый спродюсированный Комуро сингл, Body Feels Exit. Сингл занял в чартах Орикона за неделю 3 место , а в чартах за месяц — 1, и лишь чуть-чуть не дотянул до миллиона продаж (880 000 экземпляров). Это было началом победного шествия Намиэ Амуро.
Следующий сингл, Chase the Chance, вышедший всего через два месяца, 4 декабря 1995, занял уже первое место в чартах, и стал первым синглом-миллионником из трёх подряд. С заглавной песней этого сингла Амуро впервые выступила на «Кохаку Ута-гассэн». В день выступления на «Кохаку» сингл Try me был отмечен The Japan Record Award как выдающийся.
В течение 1996 года вышло ещё три сингла-миллионника: Don’t Wanna Cry (13 марта 1996), You’re My Sunshine (5 мая 1996) и A Walk in the Park (27 ноября 1996). Ещё один сингл, Sweet 19 Blues (21 августа 1996), оказался неспособен набрать и половины миллиона продаж, но это с лихвой было скомпенсировано одноимённым альбомом, вышедшим на месяц раньше, (22 июля 1996) — его было продано более трёх миллионов копий.
В августе Амуро стала самой молодой певицей, выступившей на стадионе: на момент концерта SUMMER PRESENTS '96 AMURO NAMIE with SUPER MONKEYS ей было 18 лет. Тем же летом случился её первый тур «mistio presents AMURO NAMIE with SUPER MONKEYS TOUR '96», первый фотоальбом «#19770920» и кинодебют в фильме «That's cunning! Величайший успех в истории?» (яп. That's カンニング! 史上最大の作戦? That's каннингу! Сидзё:сайдай но сакусэн?), в котором она играла главную роль в паре с Тацуей Ямагути из группы «Токио».
В конце года она стала самой молодой (19 лет) певицей, получившей награду лучшей исполнительницы года от Японской ассоциации композиторов за сингл Don’t Wanna Cry.
1997 год был богат событиями:
- 19 февраля вышел самый, пожалуй, знаменитый сингл Амуро Can You Celebrate: в течение первой же недели было продано более 800 тысяч копий, а продажи за год перевалили за 2 миллиона и этот рекорд держался до 2008 года[31];
- в марте сингл получил награду «Золотой диск Японии» от Ассоциации звукозаписывающих компаний Японии, видео «NAMIE AMURO FIRST ANNIVERSARY 1996» было названо лучшим видео года, а сама Амуро была названа лучшей певицей и получила гран-при [34];
- с марта по май проходил первый тур Амуро «Namie Amuro tour 1997 a walk in the park»;
- в апреле она выступала на церемонии открытия бейсбольного сезона;
- в мае ездила с туром «TK PAN-PACIFIC TOUR '97» в Тайвань;
- 21 мая вышел 10-й сингл How to Be a Girl, и вместе с ним совокупные продажи Намиэ Амуро с момента начала сольной карьеры превысили 10 миллионов;
- 24 июля вышел 3-й альбом Concentration 20 (продажи чуть-чуть не дотянули до 2 миллионов)[32];
- в конце июля первый концертный тур по четырём гигантским концертным залам (Токио дом, Нагоя дом, Осака дом, Фукуока дом) «mistio presents namie amuro SUMMER STAGE 1997 Concentration 20» собрал более трёхсот тысяч человек;
- 22 октября было объявлено о её беременности и замужестве;
- 27 ноября вышел следующий сингл Dreaming I was Dreaming;
- в декабре Амуро получила вторую подряд награду Японской ассоциации композиторов за сингл Can You Celebrate[33] и второй год подряд появилась на «Кохаку Ута-гассэн».

В 1997 она также «появилась» в видеоигре Digital Dance Mix: Vol 1 — Namie Amuro для консоли Sega Saturn.
1998 год Намиэ практически полностью посвятила ребёнку, выпустив только два диска: 28 января вышел сборник хитов «181920», включивший в себя как сольные её песни, так и работы времени распада Super Monkey’s, а 23 декабря — сингл I Have Never Seen. Сингл занял первое место в еженедельном рейтинге Орикона, но на 49 «Кохаку Ута-гассэн» она исполнила Can You Celebrate.
Первый сингл 1999 года, Respect the Power of Love, совпавший по времени со смертью матери Амуро, стал и первым за два года синглом, не вышедшим на первое место в чартах. Выпущенный практически без раскрутки (после известия о смерти матери были на неделю отменены все появления в медиа), он вполне мог стать последним: потрясённая Намиэ всерьёз собиралась оставить карьеру. Поддержка фэнов заставила её отказаться от этого решения, но в память о матери она сделала ещё одну татуировку.
После этого Амуро с головой бросилась в работу: 7 июля выходит следующий сингл, Toi et Moi, вслед за ним начинается ежегодный тур, по окончании которого, 1 сентября, выходит ещё один, Something 'bout the Kiss. Однако 50-м «Кохаку Ута-гассэн» Амуро исполняла в стиле госпел заглавную песню первого сингла года, Respect the Power of Love.
В создании Something 'bout the Kiss принимал участие американский продюсер и музыкант Даллас Остин. Он же совместно с Тэцуей Комуро создал первый после «отпуска» альбом «Genius 2000», вышедший 26 января 2000 года. Сразу после выхода этого альбома Амуро отправилась в тур «NAMIE AMURO TOUR GENIUS 2000», во время которого выступила на Гавайях.
В 22 июля, на открытии саммита Большой восьмёрки на Окинаве Амуро исполнила заглавную песню нового сингла Never End, вышедшего за десять дней до этого. Песня была написана Тэцуей Комуро по личной просьбе бывшего премьер-министра Кэйдзо Обути и получила специальный приз The Japan Record Award.
2000 год закончился выпуском альбома Break the Rules и выступлением на 51 «Кохаку Ута-гассэн» с той же Never End.

#### Амураа
Специфический стиль Амуро — смуглая кожа, осветлённые волосы, короткие юбки и высокие ботинки на платформах — и её музыкальные успехи породили тысячи подражателей, которых стали называть Амураа (яп. アムラー Амура:) (Amurer или Amuler по-английски). Это движение зародилось ещё в 1995 и достигло своего пика в 1996 году.
Поклонницы пытались имитировать экзотическую внешность Амуро любыми способами: сбривали и замазывали натуральные брови, чтобы нарисовать такие же тонкие и высокие брови, как у Намиэ, часами просиживали в соляриях, добиваясь тёмно-шоколадного оттенка кожи (см. также Гангуро).
Само слово было образовано от фамилии Амуро с помощью английского суффикса -er, который используется в японском для обозначения поклонников чего-либо (ср. «сянэраа» — поклонница марки «Шанель», «маёраа» — любительница майонеза, «китираа» — поклонница Хэлло Китти). Слово «амураа» получило приз как самое узнаваемое выражение 1996 года, и его продолжают узнавать даже годы спустя после окончания бума.

## Дискография
| - Dance Tracks Vol. 1 (1995) - Sweet 19 Blues (1996) - Concentration 20 (1997) - Genius 2000 (2000) - Break the Rules (2000) - STYLE (2003) - Queen of Hip-Pop (2005) - PLAY (2007) - Past<Future (2009) - Uncontrolled (2012) - FEEL (2013) - Genic (2015) | - Original Tracks Vol. 1 (1996) - 181920 (1998) - Love Enhanced Single Collection (2002) - Best Fiction (2008) - Checkmate! (2011) - Ballada (2014) - Finally (2017) |

## Фильмография
| Годы | Название                                 | Роли         | Записи          |
| ---- | ---------------------------------------- | ------------ | --------------- |
| 1992 | Hirake! Ponkikki                         | Кролик       |                 |
| 1993 | Ichigo hakusho                           |              |                 |
| 1994 | Toki o Kakeru Shōjo                      | Миёко Ёсияма |                 |
| 1995 | Watashi, Mikata Desu                     |              |                 |
| 1995 | Station                                  |              |                 |
| 1995 | Shounan Liverpool Gakuin                 |              |                 |
| 1996 | That's Cunning! Shijo Saidai no Sakusen? | Морисита Юми | Дебют в кино    |
| 1996 | Gakko II                                 |              | Камео           |
| 2000 | Yonigeya Honpo                           |              |                 |
| 2011 | The Reason I Can't Find My Love          | Самого себя  | Камео 9 Эпизоде |

## Концерты и туры
| - Namie Amuro Best Tour LIVE STYLE 2006 - Namie Amuro LIVE STYLE 2011 - Namie Amuro 5 Major Domes Tour 2012 ~20th Anniversary Best~ - Namie Amuro Asia Tour 2013 - Namie Amuro LIVE STYLE 2014 - Namie Amuro LIVE STYLE 2016-2017 - Namie Amuro 25th Anniversary in Okinawa - Namie Amuro Final Tour 2018 ~Finally~ - Namie Amuro Final Tour 2018 ~Finally~ in Asia |

## Награды
Намиэ Амуро получила более 100 наград в Японии и за рубежом.